# Cataratas Ruacana
Las cataratas Ruacana son cascadas ubicadas cerca de Ruacana en el río Kunene en el norte de Namibia. La cascada tiene 120 metros (390 pies) de alto y 700 metros (2,300 pies) de ancho en plena inundación. Se encuentra entre las cascadas más grandes de África, tanto por volumen como por ancho.
Las cataratas Epupa en el río Kunene se encuentran a 135 km (84 millas) aguas abajo en la frontera de Angola y Namibia.